# Ѯ
Ne doit pas être confondu avec ξ.

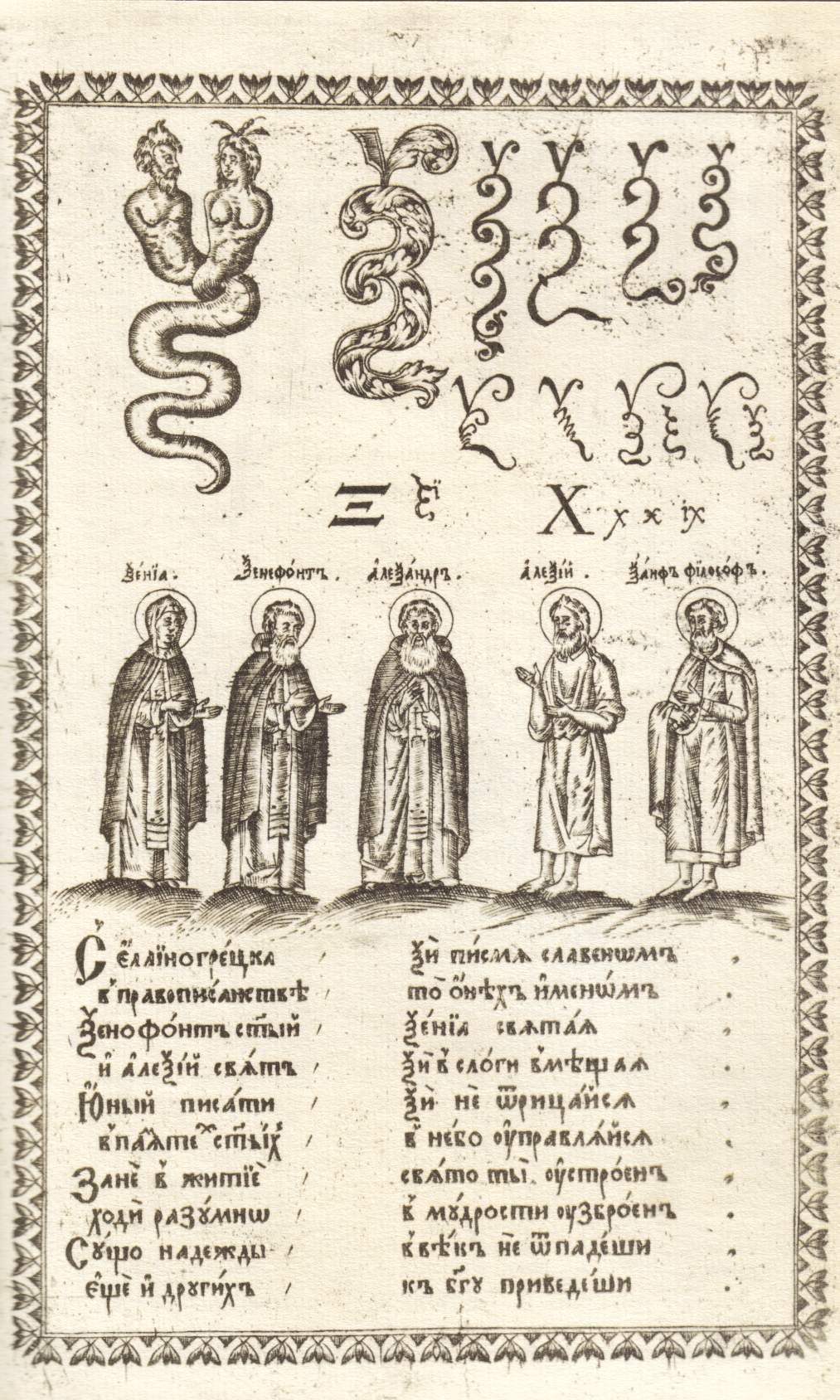
Les formes du ksi dans l’Alphabet de Karion Istomin de 1694.

La lettre Ѯ (en minuscule ѯ) est une ancienne lettre de l'alphabet cyrillique. Son nom est ksi.
Elle servait à représenter la lettre grecque Ξ/ξ (ksi), en particulier dans les mots empruntés au grec ou dans le vocabulaire religieux orthodoxe.
La lettre a disparu du russe lors de la réforme de l'orthographe de 1708 ordonnée par Pierre le Grand, en même temps que les lettres Ѱ, Ѡ, Ѧ et Ѫ.
Donc le russe, comme la plupart des autres langues slaves, transcrivent dorénavant Ѯ КС pour le (/Modèle:IPA linkModèle:IPA link/) et ГЗ pour le (/Modèle:IPA linkModèle:IPA link/).

## Utilisation

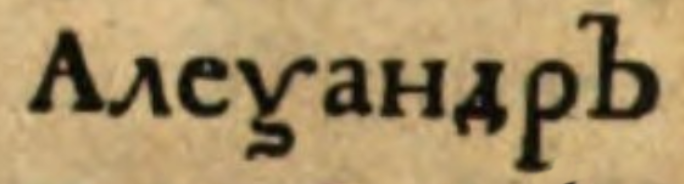
« Алеѯандръ [Alexandr] » dans un livre de 1711.
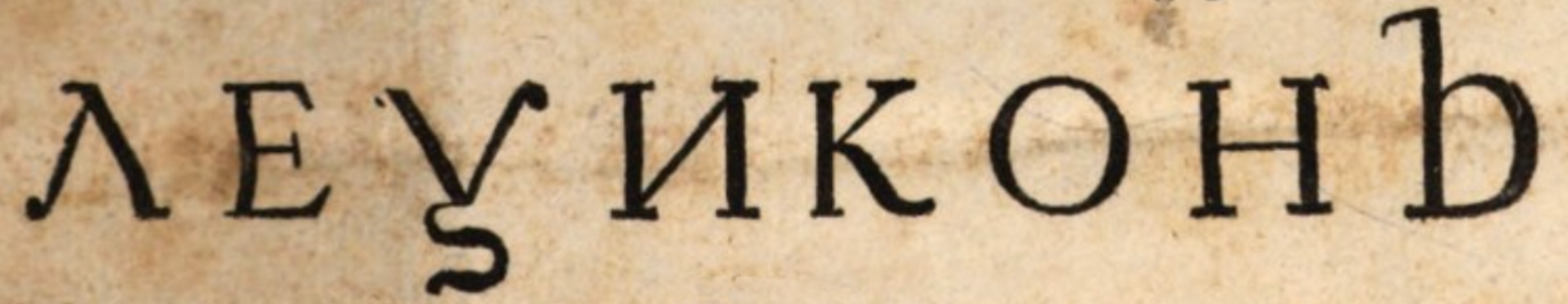
« Леѯиконъ [Lexicon] » dans un livre de 1731.

## Représentations informatiques
Le code Unicode de Ѯ est U+046E et celui de ѯ est U+046F.